# 龍眼 -ドラゴンアイ-
『龍眼 -ドラゴンアイ-』（ドラゴンアイ）は、藤山海里による日本の漫画作品。『月刊少年シリウス』（講談社）2005年7月号から連載されていたが2008年4月号を最後に掲載されなくなる。単行本は9巻まで発行されており、『シリウス』2008年1月号掲載分までが収録されている。10巻は2008年夏に発売予定とされていた。
2014年11月1日、続編の執筆が発表された。続編は『龍眼RT -ドラゴンアイ-』（ドラゴンアイ リアルシング）のタイトルで『コミックヘヴン』（日本文芸社）Vol.16-30まで連載。内容は前作の単行本未収録話からの続きとなり、2015年7月には前作の単行本未収録分と『コミックヘヴン』掲載分が合わせて収録された単行本『龍眼RT -ドラゴンアイ- ZERO』が発売された。
連載はウェブコミック配信サイト『Webゴラク』内の『Webコミツクヘヴン』上で続けられ、2021年11月30日に完結した。

## あらすじ
感染すると殺戮の化け物「異形種（ドラクル）」と化すウイルス、「Dウイルス」の驚異により人類の滅亡の危機に陥った世界。対異形種組織VIUS（ヴァイアス）の零番隊隊長である珂妻一叉はヴァイアス候補生の三神レイラを気に入り、零番隊に配属させる。

## 主な登場人物

### 三國VIUS
VIUS都市の1つ三國都（ミクニシティ）のVIUS。直接ドラクルと戦う執行部、情報収集を行う情報部などに分かれており、本部もある。イッサが所属しているのは執行部箕天組（みそらぐみ）の零番隊。

#### 零番隊
最もキツイと有名な隊。キケン・キビシイ・隊長がキラワレモノの3Kという異名を持つ。ちなみに、3Kは隊長であるイッサにいわせるとキケン・キビシイ・隊員がキレモノぞろい、となる。待機室が物置き、表札は手書き、執行部なのに雑用を押し付けられていたりと扱いはあまりよくない。ひどい隊員不足のため他の隊から助っ人が来ることもある。
珂妻 一叉（かづま いっさ）
本編の主人公。零番隊隊長。大剣「金剛霊鉄」を操る。額に龍眼を持ち、それにより異形種化するのを防ぐために体に常に呪枷（かせ）をつけている。子供のような外見だが、6年前から姿形が変わっていないなど、主人公ながら不明な点が多い。かつては異形種を束ねていた模様。異形種であろうと相手を見極めて行動する型破りな性格のため、上層部から疎まれている。それ以外にも三國VIUS内に敵が多い模様。性格は単純でアバウト、しかしいざという時の判断力はかなり良い。三國のメシ屋にあるよーじを集めるのが趣味。身長は145cmとかなり低い。実姉を探している。
三神 レイラ（みかみ レイラ）
本編のヒロイン。新入隊員で入隊試験ではトップだった。イッサのオファーにより零番隊に所属。幼い頃両親を異形種に殺されており、それがVIUSを目指したきっかけのようだ。常に自分より仲間のことを心配する性格。双世の妹に顔が似ているが、性格はレイラのほうがおっちょこちょい。一叉を時には心配し、唯一信頼している。
雪村 双世（ゆきむら そうせい）
元伍番隊隊員。6年前双子の妹・双葉（フタバ）をイッサに殺されたと思っており、真相を知るために零番隊に入った。2年前の入隊試験で最高成績を収めており、上層部からの信頼も厚い。性格は冷静だが妹のことになると人が変わる。武器は父から譲り受けた剣を複製にし、双剣で戦う。

#### 壱番隊
桜庭 瞬一（さくらば しゅんいち）
壱番隊隊長にして箕天組組長。イッサとは長い付き合いらしく、基本的にイッサの味方。イッサのフォロー役となっているが、フォロー仕切れずにとばっちりをくらうことも多い。過去に異形種に感染したパートナーに腕を切り落とされたことがある。過去に初任務で足を滑らせて気絶し、補欠要員に落とされたことがある。

#### 弐番隊
梶山（かじやま）
弐番隊隊員。通称「カニカマ」。洞窟での任務で零番隊の助っ人として参加。過去にイッサと2人で任務をこなしたことがあり、日向とは違いイッサにもちゃんと顔を覚えてもらっている。親に無理矢理VIUSに入れられたため、あまり今の仕事をよくは思っていない。発明家でもあり、自分の発明で一発当てるのが夢だが、技術はすごいもののどこかピントのずれた発明品が多い。しかし、たまに発明品が戦闘の役に立つ。

#### 参番隊
妙仁 忠中（みょうじん ただなか）
参番隊隊長にして千尋組組長。
漣（さざなみ）
参番隊隊員。洞窟での任務で零番隊の助っ人として参加。鞭状の呪念具腰帯鞭（ようたいべん）を使う。
湯女 嵐蘭（ゆめ らんらん）
元零番隊のメンバー。きっぷのよいさっぱりとした性格と、筋肉質ながら均等の取れた体を持つ。武器は使わず主に体を使った攻撃を得意とする。「公開訓練試合」に仕掛けられたイッサを陥れる罠にいち早く気づき、止めようとするがイッサの明るさに負ける。

#### 伍番隊
鬼浦（きうら）
伍番隊隊長。双世のかつての上司でもある。旧零番隊員。

#### 陸番隊
葵 静絵（あおい しずえ）
陸番隊隊長にして霞山組組長。三國VIUSきっての美人で、男女問わず人気が高い。イッサに一目置いており、わりと好意的に接している。響の後見人。
響 政宗（ひびき まさむね）
陸番隊隊員。隊員ながら、その実力は隊長クラスと言われている。イッサの実力を認めつつもライバル意識を燃やしており、イッサに実力で勝って零番隊の隊長になりたがっている。好戦的で仕切りたがり。やや自分の実力を過信しているところがあり、仲間を頼ろうとしない。ただし、冷徹な人間というわけではなく、マスクが壊れたレイラに自分のマスクを貸したことも。他人に上からものを言われるのが嫌いだが、葵だけには敬意を払っているよう。

#### 質番隊
南武（なんぶ）
質番隊隊員。洞窟での任務で零番隊の助っ人として参加。呪を使うがメインは格闘。

#### 捌番隊
猪尾 重兵衛（いのお じゅうべえ）
捌番隊隊長にして飛高組組長。
厘 京己（りん きょうこ）
元零番隊のメンバー。6年前に起こった旧零番隊解体のときに何も出来なかった自分に決着をつけるために「公開訓練試合」の際、イッサとの試合を望んでいたが、響との試合によりその迷いは晴れた。呪術師の中でも能力の高い高等呪術師（ハイマスター）であるのと同時に、希少な存在である白脈三峰孔（トリニス）と呼ばれている。

#### 情報部
小井藍 修（こいあい しゅう）
情報部処理班班長。
日向 録郎（ひゅーが ろくろう）
情報部所属。そのため、戦闘は苦手。初任務でイッサと一緒になったことがあり、そのためイッサを崇拝気味。ただし、イッサには完全に存在を忘れられていた。イッサに顔を覚えてもらうためか零番隊専属の連絡係に申請してなる。NATSUMI☆というアイドルが好きらしい。
6年前に任務でイッサと共に双生の妹・双葉にあっており、VIUSをやめようとしていた双生に彼女が命を落とした真実を話した。以前は前線にいたがこの事件を境に前線を退いた。

### 異形種（ドラクル）
Dウイルスにより殺戮の化物と化した生き物。元人間だったり、元動物だったりする。知能や攻撃力により、第一級から第五級にまで分類される（第一級が一番強い）。
闇彩鳥（かりげら）
人語を理解する第二級異形種。もともと北部山中に住んでいたが、密売と称して三國に持ち込まれる。体が金剛鱗皮で覆われており、防御力がかなり強い。知能が高いゆえ、異形種としての無意味な生に退屈を感じており、強い者との戦いをのぞんでいた。最後は龍眼を使ったイッサに敗れる。
陀烙（だらく）
龍眼に似た黒い眼を持つ謎の存在。三國近郊の異形種を束ねている。闇彩鳥を三國市内に放ったり、異形種密売の援助をするなどVIUSに対して妨害行為を繰り返す。

### その他
雪村 双葉（ゆきむら　ふたば）
双生の双子の妹だが6年前に亡くなっている。兄と同じく「超抗体体質」の持ち主だが持病があり体が弱く、豊かでない暮らしでも自分の薬代を作るために朝から晩まで働く傍らでVIUSに入るべく努力している双生の足かせになっていると悩んでおり、その折に「陀烙」と名乗る人物から「万能の妙薬」だと異形種になる劇薬を渡され、自分の病気が治れば兄を解放できるとその薬を飲んでしまいDウイルスに感染してしまった。自ら通報してかけつけたイッサに感染経緯を話したあと「身内に感染者がいると知れたら双生はVIUSに入れない。だから自分は異形種に殺されたことにしてほしい、そして異形種になる前に殺してほしい」とイッサに頼み受け入れられ、双生の未来は明るいものになると確信し、命を落とした。

## 単行本
- 龍眼 -ドラゴンアイ-
  1. 2005年12月22日発売[4]、ISBN 4-06-373003-4
  2. 2006年1月23日発売[5]、ISBN 4-06-373008-5
  3. 2006年4月21日発売[6]、ISBN 4-06-373021-2
  4. 2006年7月21日発売[7]、ISBN 4-06-373029-8
  5. 2006年10月23日発売[8]、ISBN 4-06-373043-3
  6. 2007年2月23日発売[9]、ISBN 978-4-06-373056-2
  7. 2007年6月22日発売[10]、ISBN 978-4-06-373075-3
  8. 2007年10月23日発売[11]、ISBN 978-4-06-373090-6
  9. 2008年2月22日発売[12]、ISBN 978-4-06-373098-2
- 龍眼RT -ドラゴンアイ- ZERO
  - 2015年7月発売[13]、ISBN 978-4-537-13318-9
- 龍眼RT -ドラゴンアイ-
  1. 2016年3月23日発売[14]、ISBN 978-4-537-13425-4
  2. 2016年11月28日発売[15]、ISBN 978-4-537-13515-2
  3. 2017年7月29日発売[16]、ISBN 978-4-537-13609-8
  4. 2021年3月29日発売[17]